# Jens Raven
Jens Raven (Dordrecht, 12 de octubre de 2005) es un futbolista profesional indonesio que juega como delantero en el equipo del Bali United. Nacido en los Países Bajos, representa a Indonesia en el nivel juvenil.

## Carrera internacional
Raven fue convocado por el entrenador Indra Sjafri para el equipo de la Selección de fútbol sub-20 de Indonesia para participar en el Torneo Maurice Revello de 2024.
También fue convocado para el Campeonato sub-19 de la AFF 2024 en Surabaya. Marcó 4 goles en el torneo, incluyendo el único gol en el partido final contra la Selección de fútbol sub-20 de Tailandia, lo que ayudó a su equipo a convertirse en campeón.
Raven fue convocado por la Selección de fútbol sub-23 de Indonesia para el Campeonato Sub-23 de la ASEAN de 2025. El 15 de julio de 2025, anotó un doblete en su debut con la selección sub-23 contra Brunéi sub-23, en una victoria por 8-0.

## Vida personal
Nacida en los Países Bajos, Raven es de ascendencia indonesia.
El 27 de junio de 2024, obtuvo oficialmente la ciudadanía indonesia.

## Campeonatos y logros
- Campeonato Sub-19 de la AFF (2024)[8]